# Pacto de Unidad
El Pacto de Unidad es una alianza nacional en evolución de las organizaciones de base de Bolivia que apoyan los derechos indígenas y agrarios, la reforma agraria, la reescritura de la Constitución de Bolivia 1967 a través de una Asamblea Constituyente, y una transformación izquierda-indígena del Estado boliviano. Desde 2005, el Pacto ha sido un aliado cercano del Movimiento al Socialismo, y forma el núcleo de la Coordinación Nacional para el Cambio, una alianza pro-gobierno.
La composición del Pacto de Unidad ha variado con el tiempo, pero desde 2006 ha estado formada por cinco organizaciones nacionales:
- Confederación de Trabajadores Rurales de Bolivia (CSUTCB)
- Confederación Nacional de Mujeres Originarias Indígenas Campesinas de Bolivia - Bartolina Sisa
- Confederación Sindicalista de Comunidades Interculturales Originarios de Bolivia (CSCIOB)
- Confederación de Pueblos Indígenas de Bolivia (CIDOB)
- Consejo Nacional de Ayllus y Markas del Qullasuyu (CONAMAQ)

En 2011, CONAMAQ y CIDOB se retiraron del Pacto. Ambas organizaciones sufrieron disputas internas en los años que siguieron. Una facción de cada división, alineada con el gobierno de Morales, volvió a unirse al Pacto en 2013.

## Historia
La coordinación entre los movimientos indígenas, campesinos y agrarios en Bolivia aumentó en la década de 1990, particularmente a través de la colaboración en movilizaciones conjuntas y una mayor cooperación entre la organización departamental en Santa Cruz. Durante la tercera marcha indígena nacional, cinco organizaciones de Santa Cruz se fundieron para formar el Bloque Oriente: Coordinadora de Pueblos Étnicos de Santa Cruz (CPESC), Federación Sindical de Trabajadores Campesinos Santa Cruz Apiagüayki Tumpa (FSUTC -SC), el Movimiento Sin Tierra (MST), la Federación Departamental de Mujeres Campesinas Bartolina Sisa (FDMC-BS) y la Federación Departamental de Colonizadores de Santa Cruz (FDC-SC).
En La Paz, una coalición de organizaciones de base firmó el Pacto de Unidad y Compromiso entre los campesinos y organizaciones indígenas, originalmente pueblos de Bolivia. El 15 de marzo de 2002. Este documento fue redactado y publicado al final de una cumbre de movimiento sobre la cuestión de la reforma constitucional. Presentó una demanda para una nueva Asamblea Constituyente, organizada independientemente del parlamento y los partidos políticos. Sus firmantes incluyeron el Bloque Oriente, CONAMAQ, MST-B, la Central Obrera Departamental de Beni, CAOP, y las federaciones Bartolina Sisa de Santa Cruz, Pando y Vaca Diez.
En marzo de 2005, una coalición ampliada se unió antes de la fase 2005 de la guerra del gas boliviano. A partir de ese momento, el Pacto de Unidad incluía a miembros del pacto anterior: CONAMAQ, MST-B, CPESC, Bloque Oriente; Confederaciones nacionales de aliados anteriores: la Confederación Sindical Unificada de Trabajadores Rurales de Bolivia(CSUTCB), Confederación Sindical de Colonizadores de Bolivia (CSCB), Federación Nacional de Mujeres Campesinas de Bolivia Bartolina Sisa (FNMCB-BS); Y los nuevos aliados del movimiento social: Asamblea del Pueblo Guaraní (APG), Central de Pueblos Étnicos Mojeños del Beni (CPEMB), Central de Trabajadores Asalariados del Campo (CDTAC), Bloque de Organizaciones Campesinas e Indígenas del Norte Amazónico de Bolivia (BOCINAB) , Comité de Defensa del Río Pilcomayo (CODERIP), Coordinadora de Integración de Organizaciones Campesinas (CIOEC). El Pacto de Unidad se unió a una alianza más amplia llamada Pacto por la Soberanía y Dignidad Nacional. Sus demandas incluyeron la expulsión de la empresa privada de aguas Aguas de Illimani de El Alto, el cincuenta por ciento de regalías sobre las exportaciones de gas, los derechos indígenas, la convocatoria de una Asamblea Constituyente, el rechazo del Área de Libre Comercio de las Américas y el rechazo de los acuerdos de inmunidad para funcionarios estadounidenses. Además del Pacto de la Unidad, el Pacto por la Dignidad y la Soberanía Nacional incluyó a la Federación de Consejos Vecinales-El Alto (FEJUVE-El Alto), al Central Obrera Boliviana (COB), a la Coordinadora de Gas y Vida, Maestros de Bolivia y dos partidos políticos: el Movimiento al Socialismo y el Movimiento Indígena Pachakuti.
En 2011, la polémica de división sobre la carretera Villa Tunari - San Ignacio de Moxos a través del Territorio indígena y parque nacional Isiboro-Secure causó una seria disputa dentro del Pacto. CIDOB y CONAMAQ encabezaron una marcha nacional en defensa de Isiboro Sécure, que fue interrumpida temporalmente por la policía nacional. Cuando la próxima reunión del Pacto de Unidad se celebró del 17 al 19 de noviembre en Sucre, CONAMAQ y CIDOB se destacaron por su ausencia. En diciembre de 2011, tanto CIDOB como CONAMAQ se retiraron formalmente del Pacto de Unidad. Altos miembros de CIDOB criticaron el Pacto por desviarse de su anterior propósito de presionar a los derechos indígenas en la constitución y unir "sólo para decir sí y someterse a las decisiones del gobierno" (en palabras del presidente de CIDOB, Adolfo Chávez). Los representantes de las organizaciones restantes (a veces llamados "trillizos") sostienen que la retirada de CIDOB y CONAMAQ es una decisión temporal tomada por su liderazgo.